# 接續步

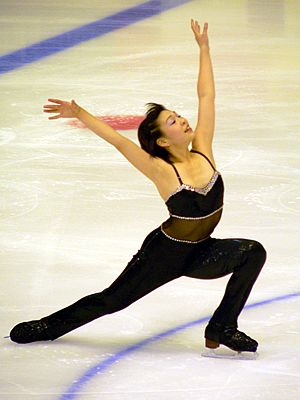
日本選手武田奈也正在執行接續步中的其中一個部分

接續步（Step Sequence），或譯為連接步，是花式滑冰的主要構成元素之一，是指在冰場上按照規定做出的一系列連貫的步法所組成的動作。
根據不同的比賽項目，對於接續步的規定也略有不同，但接續步基本上都可分為1-4級，隨著接續步的難度及複雜性越高會得到更高的定級，另外接續步也被規定必須環繞整個冰場並且必須符合音樂的特性。

## 接續步中的元素
接續步中通常包含多種不同的步法（steps）或轉身（turns，或譯轉體），常常會使用到不同方向的旋轉，利用上半身做出不同的動作或是利用不同的轉身動作如內勾、外勾、括弧步或撚轉步來變換旋轉方向，步法則包含莫霍克步或喬克塔步。而2022-23賽季起，新增單人及雙人接續步中能夠編排做出跳躍動作（如果是節目中已有的跳躍不能超過1圈，反之則不限圈數）而不會受到任何扣分。

## 接續步的圖案分類
- 直線步法（Straight Line Step Sequence）：從冰場一端滑行至冰場最遠的另一端，必須從冰場任一的端點當作起點滑行至另一端點作為終點，而選手必須以近似直線的線條滑行。[2]
  - 冰舞比賽中將直線步法細分為中軸線步法以及對角線步法
    - 中軸線步法（Midline Step Sequence）：是指選手沿著並貫穿冰場中軸線進行滑行的步法。[2]
    - 對角線步法（Diagonal Step Sequence）：是指選手從冰場一角當作起點滑行至對角的步法。[2]
- 圓形步法 （Circular Step Sequence）：是指選手利用冰場的寬度，滑行出圓形或橢圓形的步法。[2]
- 蛇行步法（Serpentine Step Sequence）：或譯為S型步法，是指選手從冰場的一端滑行至冰場的另一端，並且在行進的過程中至少要包含兩個曲線，滑行的步法形狀會像是S型。[2]

## 接續步的定級標準

### 單人及雙人滑中的評定標準用詞定義
1.難度轉體和步法的最小難度變化（minimum variety）：指的是接續步中至少包含5個難度轉體和步法，任何一種難度轉體和步法均不可計算超過2次。
2.簡單難度變化（simple variety）：指的是接續步中至少包含7個難度轉體和步法，任何一種難度轉體和步法均不可計算超過2次。
3.富有多樣性（variety）：指的是接續步中至少包含9個難度轉體和步法，任何一種難度轉體和步法均不可計算超過2次。
4.全程皆有複雜的難度轉體和步法（complexity）：指的是接續步中至少包含11個難度轉體和步法，且其中至少5種必須在兩個方向都完成，任何一種難度轉體和步法均不可計算超過2次。
5.運用肢體動作（body movements）：指影響軀幹核心部分平衡的手臂、頭部、軀幹部、臀部和腿部的組合動作，至少清晰的佔整個圖案的1/3。

### 單人滑的定級標準
完成一項該接續步即為1級，至多4級
1.自始至終有難度轉體和步法的最小難度變化（1級）、簡單難度變化（2級）、富有多樣性（3級）、全程皆有複雜的難度轉體和步法（4級）（必要条件）
2.向左或向右轉體以及每個方向的全身轉體佔整個步法圖案的至少1/3
3.肢體動作的運用佔到整個步法圖案的至少1/3
4.接續步中的每隻腳都要完成兩個組合難度轉體步，每個組合難度轉體步包含3個難度轉體步，並且節奏清晰。組合難度轉體步只有第一次在每隻滑冰足上試做的才予以計算

### 雙人滑的定級標準
完成一項該接續步即為1級，至多4級
1.自始至終兩人有難度轉體和步法的最小難度變化（1級）、簡單難度變化（2級）、富有多樣性（3級、4級）（必要条件）
2.向左或向右轉體以及每個方向的全身轉體佔整個步法圖案的至少1/3
3.肢體動作的運用佔到整個步法圖案的至少1/3
4.位置變化（在做步法和轉體時交叉換位置至少3次）佔接續步的至少1/3，但不超過1/2，或者至少在接續步的一半過程中兩人不分開（允許換握法）
5.在接續步中兩人均完成兩個不同的組合難度轉體，在每個包含3個難度轉體步（內勾、外勾、括弧步、撚轉步和結環），且節奏清晰

### 冰舞的定級標準

#### 冰舞圖案接續步定級標準
1.基本定級：整個接續步中兩人並沒有因為絆腳、跌倒或其他原因而造成接續步超過50%被中斷。
2.第一級：整個接續步中兩人並沒有因為絆腳、跌倒或其他原因而造成接續步超過50%被中斷，以及步法中必須包含至少一種難度轉體（只有第一次試做的難度轉體會列入計算）和至少一種冰舞握法（Dance Hold）
3.第二級：整個接續步中兩人並沒有因為絆腳、跌倒或其他原因而造成接續步超過25%被中斷，以及步法中必須包含至少三種難度轉體（只有第一次試做的難度轉體會列入計算）和至少兩種冰舞握法
4.第三級：整個接續步中兩人並沒有因為絆腳、跌倒或其他原因而造成接續步超過10%被中斷，以及步法中必須包含至少四種難度轉體（如果其中包含撚轉步的話至少需要完成兩圈）（只有第一次試做的難度轉體會列入計算），轉體必須為多方向呈現的且接續步中必須包含至少三種冰舞握法
5.第四級：整個接續步中兩人並沒有出現絆腳、跌倒或其他原因且接續步過程中皆未被中斷，以及步法中必須包含至少五種難度轉體（如果其中包含撚轉步的話至少需要完成兩圈）（只有第一次試做的難度轉體會列入計算），轉體必須為多方向呈現的且所有的步法/轉體都是100%乾淨俐落的執行，接續步中也必須包含至少三種冰舞握法

#### 冰舞單腳步法定級標準
單腳步法中兩人是分開計算的，以下標準亦是針對個人
1.基本定級：至少嘗試做出兩種不同的單腳步法轉體
2.第一級：做出一種單腳步法轉體（只有第一次試做的難度轉體會列入計算）
3.第二級：做出兩種單腳步法轉體（只有第一次試做的難度轉體會列入計算）
4.第三級：做出三種單腳步法轉體（只有第一次試做的難度轉體會列入計算，如果其中包含撚轉步的話至少需要完成兩圈）
5.第四級：做出四種單腳步法轉體（只有第一次試做的難度轉體會列入計算，如果其中包含撚轉步的話至少需要完成兩圈）以及所有轉體都是100%乾淨俐落的執行。

## GOE分值
2018-2019年賽季起GOE（Grade of Execution，通常譯為執行分）從原本的±3分，更改到±5分，在單人及雙人滑中，GOE正一分的分值為基礎分加上1/10分，負一分為基礎分扣掉1/10分，依此類推，若GOE分數超過小數點第二位則四捨五入，冰舞的接續步計分則不遵照此模式，有自己一套計分方式。

### 單人滑的接續步

#### 單人滑的接續步加分要素
達成以下標準一項即獲得GOE+1，兩項GOE+2，依此類推，至多加至5分，但如要達到+5需同時滿足加粗的前三項要素： 
1.用刃深、步法和轉體步用刃清晰
2.動作與音樂相符
3.自始至終輕鬆自如，好的能量、流暢性和完成度
4.創新性和/或獨創性
5.全情投入、全身控制得當
6.好的加速和減速

#### 單人滑的接續步扣分要素
每個要素包含一個扣分範圍，至多扣至5分： 
1.短節目中包含超過半周的列表中跳躍GOE-1
2.跌倒GOE-5
3.與音樂不一致GOE-2到-4
4.絆腳GOE-1到-3
5.步法和轉體完成品質差GOE-1到-3
6.身體姿態品質差GOE-1到-3
7.缺乏流暢性和能量GOE-1到-3

### 雙人滑的接續步

#### 雙人滑的接續步加分要素
達成以下標準一項即獲得GOE+1，兩項GOE+2，依此類推，至多加至5分，但如要達到+5需同時滿足加粗的前三項要素： 
1.深的用刃、清晰的步法和轉體步
2.動作與音樂相符
3.自始至終輕鬆自如，好的能量、流暢性和完成度
4.兩人一致性和之間的距離好
5.創新性和/或獨創性
6.全情投入、全身控制得當

#### 雙人滑的接續步扣分要素
每個要素包含一個扣分範圍，至多扣至5分： 
1.短節目中包含超過半周的列表中跳躍GOE-1
2..跌倒GOE-5
3..與音樂不一致GOE-2到-4
4.絆腳GOE-1到-3
5.步法、轉體完成品質差GOE-1到-3
6.身體姿態品質差GOE-1到-3
7.缺乏流暢性和能量GOE-1到-3
8.缺乏一致性和空間認知感GOE-1到-3

### 冰舞的接續步

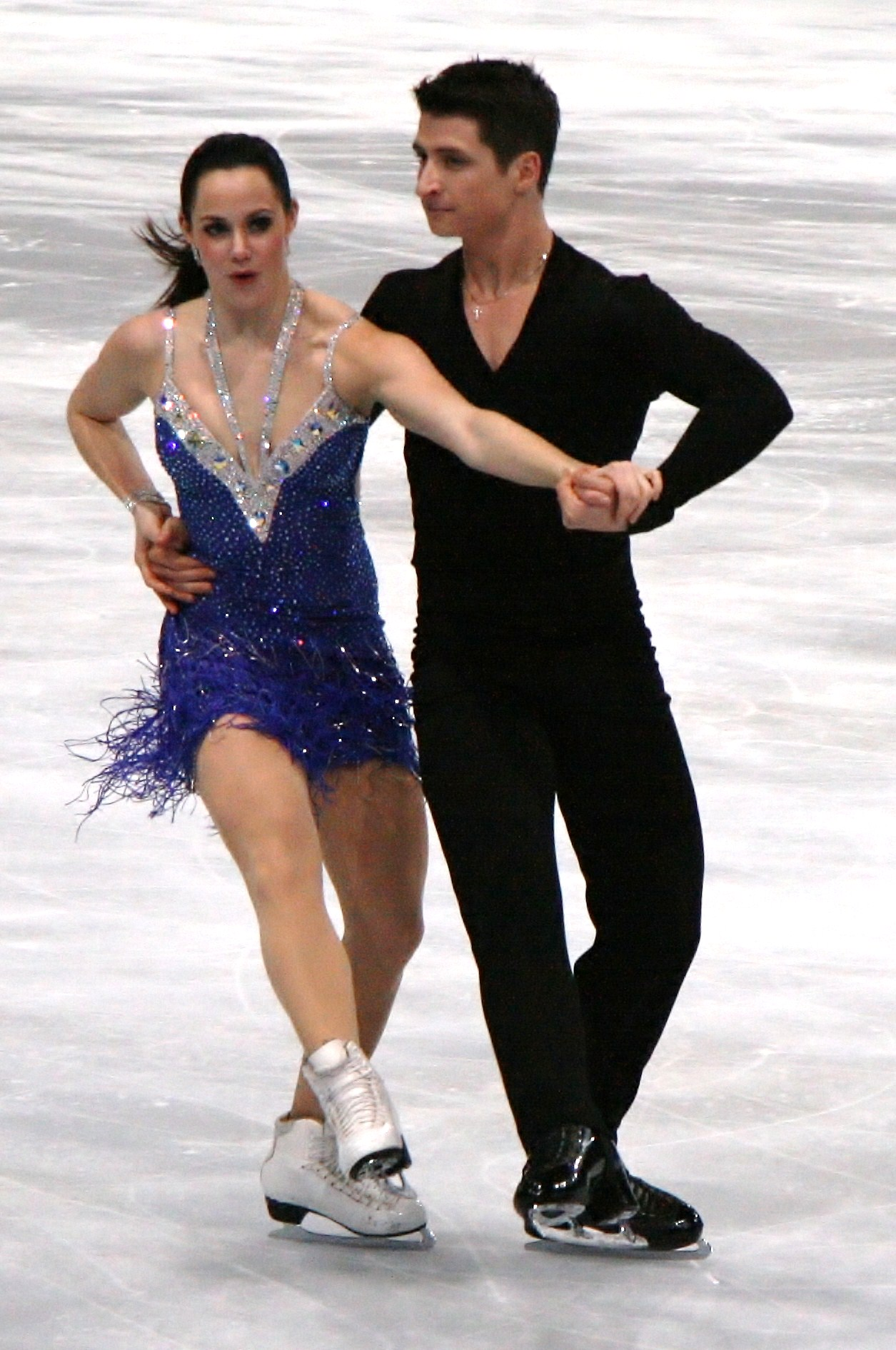
兩屆冰舞奧運金牌加拿大組合泰莎·沃尔图和斯科特·莫伊尔正在短曲中執行接續步

冰舞接續步評分相對複雜許多，且有著較嚴格的評判條件，冰舞列舉多個加/扣分要件，並且依照符合的數量來評定GOE分值，且冰舞的這些的加扣分要件幾乎每個賽季都會有所變化，以下是以2019-20賽季的評判標準作為說明，列舉如下：

#### 冰舞接續步的加分要件
符合下列項目要素括弧中的分數加總1-2項且至少75％的步法/刃符合規定的節拍（兩人皆須達成）GOE+1，符合3-4項且至少90％的步法/刃符合規定的節拍（兩人皆須達成）GOE+2，符合5-6項且至少90％的步法/刃符合規定的節拍（兩人皆須達成）GOE+3，符合7-8項且沒有減分項目或失誤以及100%步法/刃符合規定的節拍（兩人皆須達成）GOE+4，符合8項以上且沒有減分項目或失誤以及100%步法/刃符合規定的節拍（兩人皆須達成）GOE+5，GOE+1到+3可以允許失去控制但沒有額外輔助至多兩次，或是失去控制但有其他輔助如觸冰或絆腳至多一次，但GOE+4到+5必須沒有失誤，加分項目如下：
1.好的品質-正確、乾淨、清晰的用刃/步法/轉體（2）
2.用刃深（2）
3.流暢且不費力（2）
4.整體和一致性貫穿始終（2）
5.保持流動性/流暢性（冰上的位移）（2）
6.握法和位置準確／一致，兩人之間位置近（1）
7.兩人身體線條及姿態皆根據所選之音樂節奏風格（1）
8.在圖案正確的前提下最大程度利用冰面（1）
9.符合所選音樂節奏的特性/風格（1）
10.時間的掌握100%精準（2）

#### 冰舞接續步的扣分要件
扣分要件同樣也設置了諸多門檻，如加分要件小於扣分要件GOE必為負值，少於75%的步法/刃符合規定的節拍（兩人皆須達成），GOE也同樣為負值，另外如果兩人皆出現絆腳/觸冰或是超過25%元素缺失，GOE最高僅能為-1;如果一方在結束時跌倒或一方在中間短暫跌倒（上／下），GOE最高僅能為-2;如果一方在動作開始時跌倒，或雙方在動作結束時跌倒，GOE最高僅能為-3;如果雙方在圖案舞中跌倒，或出現多次失誤，GOE至多僅能為-4;如果雙方出現嚴重失誤並且跌倒，GOE僅能為-5，下面列出扣分項目：
1.任何一方出現失去控制並有額外的輔助（如觸冰或絆腳）（2）
2.任何一方出現失去控制但沒有額外輔助（1）
3.任何一方出現錯誤的步法/轉體動作（如喬克塔步做成莫霍克步）（1）
4.差的品質和／或完成吃力和／或失去控制和／或多次小的錯誤和／或 嚴重失誤（1 次或多次）（每個動作最多 2 個減分條件）（1-3）
5.缺乏一致性（1）
6.缺乏流動性/流暢性（冰上的位移）（1）
7.握法及位置不正確以及/或不受控制以及/或兩人間的位置變幻無常，如果在圖案中少於50%上述狀況會得到1個負面要件，多於50%會得到2個負面要件（1-2）
8.圖案錯誤（1）
9.呈現出的音樂特性及風格不符合所選的音樂（1）
10.沒有在規定的節拍上開始（韻律舞的每部分/接續步）（1）